# Maria Elena Bottazzi

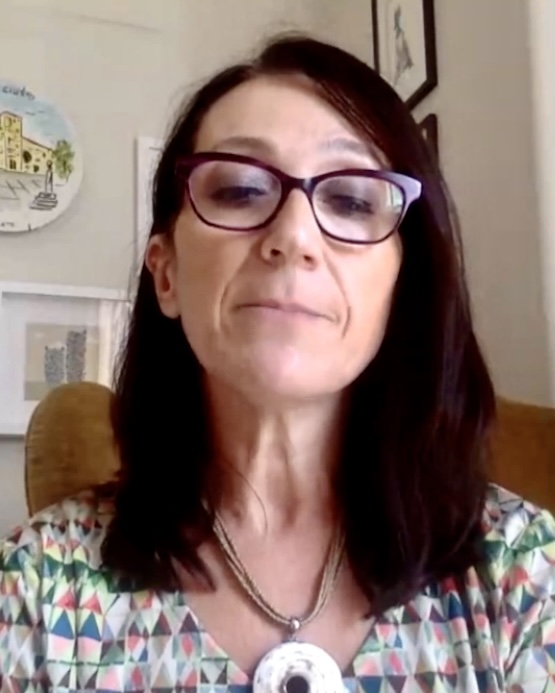
Maria Elena Bottazzi, 2020

 Maria Elena Bottazzi (* 1966 in Genua, Italien) ist eine honduranisch-italienisch-amerikanische Mikrobiologin. Sie ist Professorin für Pädiatrie, molekulare Virologie und Mikrobiologie am Baylor College of Medicine der Baylor University und außerordentliche Professorin für Bioengineering an der Rice University in Texas. Sie und Peter J. Hotez leiteten das Team, das den Corbevax-COVID-19-Impfstoff entwickelt hat.

## Leben und Werk
Bottazzi wurde in Genua als Tochter eines honduranischen Diplomaten geboren und wuchs in Tegucigalpa, Honduras auf. Sie studierte ab 1983 Mikrobiologie und Klinische Chemie an der Nationalen Autonomen Universität von Honduras, wo sie 1989 ihren Bachelor of Science erhielt. Sie studierte dann an der University of Florida, wo sie 1995 in Molekularer Immunologie und Experimenteller Pathologie promovierte. Ihre Postdoktorandenausbildung in Zellularbiologie absolvierte sie bis 1998 an der University of Miami und bis 2001 an der University of Pennsylvania. Zusätzlich erhielt sie einen Master-Abschluss in Public Administration an der Temple University in Philadelphia. Sie forschte dann bis 2011 an der George Washington University als Professorin in der Abteilung für Mikrobiologie, Immunologie und Tropenmedizin. Sie wurde danach am Baylor College of Medicine Professorin in der Abteilung für Pädiatrie und Molekulare Virologie und Mikrobiologie. Sie ist dort seit 2011 stellvertretende Dekanin der National School of Tropical Medicine und wurde 2018 Abteilungsleiterin der Pädiatrischen Tropenmedizin.
Bottazzi leitet mit Peter J. Hotez als Direktoren das Texas Children’s Hospital Center for Vaccine Development am Baylor College of Medicine. Sie entwickelten den ersten Impfstoff gegen Darmparasiteninfektionen mit Hakenwürmern, den ersten Impfstoff gegen Schistosomiasis, den ersten Impfstoff gegen die Chagas-Krankheit und Impfstoffe gegen Coronavirus-Infektionen, einschließlich SARS und MERS-CoV.

## Impfstoff Corbevax
Nach mehreren Jahren Forschung hatte ihr Wissenschaftlerteam 2016 einen Impfstoff zum Schutz vor einem tödlichen Coronavirus-Stamm entwickelt. Für Testreihen an Menschen waren Investoren und Zuschüsse notwendig, allerdings fehlte es an Interesse. Mit Beginn der COVID-19-Pandemie 2020 sicherten sich Bottazzi und Hotez die Finanzierung für die Entwicklung von Corbevax, einem COVID-19-Impfstoff, ohne eine Lizenzgebühr für geistiges Eigentum zu erheben, um die Impfkosten zu senken.
Sie entwickelten den Impfstoff mit minimaler Hilfe der US-Regierung und mit 7 Millionen US-Dollar von hauptsächlich privaten Investoren. Einer der frühen Investoren war das in Austin ansässige Unternehmen Tito’s Vodka, das im Mai 2020 1 Million US-Dollar spendete. Im Gegensatz zu den Impfstoffen namhafter Hersteller wie Pfizer-BioNTech und Moderna wird der Impfstoff des Texas Children’s Hospital mit dem Namen Corbevax patentfrei geteilt.
Bottazzi und Hotez stellten den Impfstoff mit traditioneller Impfstofftechnologie her. Corbevax ist der erste Covid-Impfstoff, der für Länder mit niedrigem und mittlerem Einkommen konzipiert ist. Es ist ein rekombinanter Impfstoff, der mit einer ähnlichen Technologie wie der Hepatitis-B-Impfstoff hergestellt wird. Der Impfstoff wird aus einem gentechnisch veränderten Stück Coronavirus hergestellt, das in Hefe gezüchtet wird, kombiniert mit Adjuvantien. Die indische Regierung erteilte im Dezember 2021 dem Impfstoff, der von der in Hyderabad (Indien) ansässigen Firma Biological E hergestellt wird, eine Notfallzulassung.
Bottazzi hat mehr als 150 wissenschaftliche Arbeiten verfasst und an mehr als 250 Konferenzen weltweit teilgenommen. Sie ist seit 2013 Chefredakteurin der Fachzeitschrift Current Tropical Medicine Reports von Springer und ist derzeit Co-Vorsitzende der New Vaccines and Therapeutics Taskforce der Lancet Commission on COVID-19.
Sie wurde zusammen mit Peter Hotez im Februar 2022 von der amerikanischen Abgeordneten Lizzie Fletcher für das Osloer Komitee für die Kandidatur des Friedensnobelpreises 2022 vorgeschlagen.

## Auszeichnungen und Ehrungen (Auswahl)
- Fellow der American Society of Tropical Medicine and Hygiene (ASTMH)
- Fellow der Executive Leadership in Academic Medicine (ELAM)
- Fellow des Leshner Leadership Institute Public Engagement
- Senior Fellow des American Leadership Forum (ALF)
- 2014: 100 Women Leaders in Global Health
- 2015: Jose Cecilio del Valle[9]
- National Science Award
- Ehrenmedaille des Honduras National Congress
- 2017: Orden Gran Cruz Placa de Oro[10]
- 2018: Carlos Slim-Award[11]
- 2019 wurde sie von der US National Academy of Medicine als eine von zehn Emerging Leaders in Health and Medicine Scholars ausgewählt
- 2020 zählte das Magazin Forbes Central America sie zu den 100 mächtigsten Frauen in Mittelamerika
- 2021: als herausragende Frau des Jahres ernannt durch das zentralamerikanische Parlament[12]
- 2022: Premio LericiPea „Liguri nel Mondo“[13]
- 2022: Ehrendoktorwürde der Nationalen Autonomen Universität von Honduras[14]
- 2023: Lyndon Baines Johnson Moral Courage Award des Holocaust Museum Houston gemeinsam mit Peter Hotez[15]
- 2023: Vilcek-Gold Award for Humanism in Healthcare[16], verliehen durch die Arnold P. Gold Foundation gemeinsam mit der Vilcek Foundation
- 2024: Mitglied der National Academy of Medicine